# Louredo (Mos)
San Salvador de Louredo, es una parroquia del concello de Mos. Segundo el IGE en 2014 tenía 1626 (813 hombres y 813 mujeres) distribuidos en 11 entidades de población.

## Topónimo
El topónimo Louredo ( del latín LAURETUM, de LAURUM más el sufijo abundancial -ETUM) hace referencia a un lugar donde hay laureles (Loureiros en gallego).

## Geografía
En los últimos años, presenta un fuerte crecimiento demográfico gracias en buena parte a la urbanización de Santo Antoíño. La parroquia está atravesada por la carretera N-550 y por la línea de ferrocarril Redondela-Ourense. Cara al sur de la parroquia se creó a comienzos del siglo XXI un polígono industrial.
Louredo es una parroquia de Mos con el mayor número de hectáreas de monte, aunque estos terrenos están sufriendo devastadores incendios forestales que asolan la zona, siendo la parroquia de Mos la más afectada en los incendios del denominado domingo negro. A pesar de eso, la fauna y la flora de estos montes es muy numerosa y se llevan a cabo actuaciones para la recuperación de su entorno.

## Patrimonio
La iglesia parroquial es de origen románico del siglo XII y retocada en el XIII. Por ello, sufrió importantes cambios estructurales a finales del siglo XVIII. Se conservan canecillos en los muros laterales. Sobre la puerta hay una inscripción con el texto "ESTA OBRA HIZO A SU COSTA DON FRANCISCO CASTIÑERA AÑO DE 1780". La torre fue construida en 1722, con base cuadrada. En el interior hay un escudo de armas que hace referencia al linaje de los Lanzos y Taboada, así como un sepulcro situado en la capilla mayor. La iglesia sufrió un incendio el 10 de marzo de 1996, que destruyó el techo de la nave central. En 1997 se hizo la rehabilitación.
En el enrejado de la iglesia hay un peto de ánimas, presidido por la Virgen del Carmen. En la casa rectoral, con planta en forma de L y muro con puerta con la fecha de 1666 en su dintel, se conservan los muros de una capilla del siglo XVI.
El pazo de Santo Antoíño tiene origen en el siglo XIV, pero fue reconstruido en el siglo XVIII. Tiene una capilla del siglo XVI.
Al lado de la iglesia se conserva un puente  sobre "el rego das Fragas," por la que discurría el camino real de Tuy a Santiago de Compostela.
Louredo también cuenta con un castro el cual actualmente está todavía enterrado.
- Datos: Q12392119
- Multimedia: Louredo, Mos / Q12392119